# Асамски макаки
Асамски макаки (Macaca assamensis) је врста примата из породице мајмуна Старог света (Cercopithecidae).

## Распрострањење
Врста је присутна у Бангладешу, Бутану, Вијетнаму, Кини, Лаосу, Мјанмару, Индији, Непалу и Тајланду.

## Станиште
Асамски макаки има станиште на копну.

## Подврсте
Асамски макаки има две подврсте:

## Угроженост
Ова врста је на нижем степену опасности од изумирања, и сматра се скоро угроженим таксоном.

### Популациони тренд
Популација ове врсте се смањује, судећи по расположивим подацима.